# Pseudosasa pubiflora
Pseudosasa pubiflora är en gräsart som först beskrevs av Yi Li Keng, och fick sitt nu gällande namn av Keng f., De Zhu Li och L.M.Gao. Pseudosasa pubiflora ingår i släktet splitcanebambusläktet, och familjen gräs. Inga underarter finns listade i Catalogue of Life.